# Hôtel Le Domaine d'Auriac
L'Hôtel Le Domaine d'Auriac est l'un des hôtels français classés cinq étoiles, situé au sud de la ville de Carcassonne.

## Histoire
Les terres du Domaine sont occupées depuis le Néolithique puisque sur la partie agricole(actuellement occupée par le golf) le site de Carsac a été redécouvert en 1987 lors des grands travaux de construction du Golf de Carcassonne.
L'Hôtel Le Domaine d'Auriac est l'un des membres des Relais et Châteaux depuis 1970. 
L'établissement obtint le 12 avril 2012 le label officiel du classement cinq étoiles.

## Haut lieu de la naissance de l'Airbus A380
Les 26 et 27 juin 1996, Airbus invita secrètement les représentants de 13 compagnies aériennes mondiales, dont Air France, British Airways, Lufthansa, au Domaine d'Auriac. Le constructeur européen bénéficia de cet établissement situé près de Toulouse, mais isolé de la ville de Carcassonne, ainsi que possédant des cours de golf. Airbus leur présenta dans cet hôtel-restaurant, pour la première fois, les détails de son nouvel appareil, l'A3XX. Apprécié par ces clients, le développement de l'A380 se lança sans délai. Le Domaine d'Auriac est le premier témoin de la naissance de l'A380.